# 河北道 (唐)
河北道は、唐朝により貞観年間に設置された道。黄河北岸地域であることから命名された。

## 地理
現在の河北省、山東省北部、河南省北部、北京市、天津市、遼寧省、北朝鮮北部を管轄した。道治は魏州（現在の大名県東部）に設置された。

## 行政区画
- 懐州
- 衛州
- 相州
- 洺州
- 邢州
- 冀州
- 恒州
- 定州
- 易州
- 幽州
- 深州
- 瀛州
- 貝州
- 魏州
- 博州
- 徳州
- 滄州
- 嬀州
- 檀州
- 営州
- 平州
- 燕州